# Lac-des-Écorces
Lac-des-Écorces är en kommun i provinsen Québec i Kanada. Den ligger i regionen Laurentides, i den sydöstra delen av landet, 130 km norr om huvudstaden Ottawa. Kommunen bildades 2002 genom sammanslagning av bykommunen med samma namn, bykommunen Val-Barrette och kommunen Beaux-Rivages, de första månaderna under namnet Beaux-Rivages–Lac-des-Écorces–Val-Barrette.